# Tooele
Tooele är administrativ huvudort i Tooele County i Utah. Orten hade 31 605 invånare enligt 2010 års folkräkning.